# Kaiser-Maximilian-Preis
Der Kaiser-Maximilian-Preis für europäische Verdienste auf regionaler und kommunaler Ebene ist der Europapreis für Regional- und Kommunalpolitik des Landes Tirol und der Stadt Innsbruck.

## Geschichte
Der nach Kaiser Maximilian I. benannte Preis wurde 1997 vom Land Tirol und der Stadt Innsbruck anlässlich des 85. Geburtstags des Innsbrucker Bürgermeisters Alois Lugger gestiftet. Mit der Verleihung des Preises wurden seither hervorragende Leistungen von Persönlichkeiten und Institutionen der europäischen Regional- und Kommunalpolitik ausgezeichnet. Insbesondere wurden Bemühungen um die Verwirklichung des Grundsatzes der Subsidiarität und der Inhalte der Europäischen Charta der kommunalen Selbstverwaltung sowie der Charta der Regionalen Selbstverwaltung des Europarates gewürdigt.
Im Zuge der Vorbereitungen für das Kaiser-Maximilian-Gedenkjahr 2019 beschlossen Land Tirol und Stadt Innsbruck Anfang 2018 gemeinsam, den bestehenden Ausschreibungs- und Verleihungsprozess grundlegend zu erneuern, um das Gesamtkonzept des Preises noch bürgernäher und inklusiver zu gestalten. Anstatt der Prämierung herausragender Einzelleistungen soll sich die Ausschreibung zukünftig an herausragende Projekte und Initiativen richten, die sich in gemeinsamer, kreativer und nachhaltiger Weise den zentralen Zielen des europäischen Einigungsprozesses verpflichtet fühlen. Außerdem wurde der Preis in Kaiser-Maximilian-Preis für europäische Verdienste auf regionaler und kommunaler Ebene umbenannt. Die Ausschreibung richtet sich von nun an insbesondere an Einzelpersonen, Personengruppen (Gesellschaften und Vereine), Forschungseinrichtungen, Interessensvertretungen und Gebietskörperschaften aller 47 Europaratsstaaten, zuzüglich Belarus. Bewerbungen werden dabei ausschließlich über die in die Homepage integrierte Bewerbungsplattform entgegengenommen, wobei das Bewerbungsformular gleichermaßen in deutscher, englischer und französischer Sprache ausgefüllt werden kann. Die Entscheidung über das Siegerprojekt wird dabei jeweils im Anschluss an eine (internationale) Fachjurysitzung bekanntgegeben.

## Ausschreibungskriterien
Eingereichte Projekte sollen eine innovative Ausrichtung haben, neue Ansätze bzw. Organisationsmethoden verfolgen und eine Bewertung der Auswirkungen bzw. Entwicklungen hinsichtlich der verfolgten Projektziele bzw. der erwarteten Auswirkungen beinhalten. Maßgeblich sind hier die vielfältigen Aspekte der europäischen Integration. Entscheidende Kriterien sind dabei die Wirksamkeit des Projektes, die Nachhaltigkeit und Kreativität sowie der Fokus, weitere Zielgruppen unter eigenständigem Engagement zur Auseinandersetzung mit Europa zu bewegen.

## Verleihung
Der Kaiser-Maximilian-Preis wird ab 2019 alle zwei Jahre verliehen. Der Preis besteht aus einer Urkunde, einer Medaille (Schautaler v. 1509 Kaiser Maximilian I.) und einem Geldpreis in der Höhe von 10.000 Euro. Der Geldpreis ist für das ausgezeichnete Projekt zweckgewidmet. 2019 wurde das Projekt "Rückenwind - Solidarity with the forgotten corners" für seine europäischen Verdienste auf regionaler und kommunaler Ebene ausgezeichnet.

## Kaiser-Maximilian-Preis 2021
Im Jahre 2021 steht der Kaiser-Maximilian-Preis unter dem Motto "Herausforderungen gemeinsam begegnen - Europa stärken". Im Fokus stehen dabei all jene Projekte, die trotz anhaltender, globaler Krise ihre europäische Verbundenheit aufrechterhalten. Bei der international besetzten Jurysitzung Anfang März 2021 wurde #EUROPAgegenCovid19/#EUmythbusters als Siegerprojekt ermittelt, welches bei der Verleihung am 14. Oktober 2021 ausgezeichnet wurde. Stellvertretend für das Preisträgerprojekt nahmen Nana Walzer und Daniel Gerer den Preis in Innsbruck entgegen. Die offizielle Verleihung wurde von einem Jugenddialog für Tiroler Schüler sowie einer Informationsveranstaltung für alle interessierten Bürger umrahmt. Bei den Veranstaltungen wurde das Siegerprojekt zudem vertreten durch Alexa Waschkau und Alexander Waschkau (Hoaxilla), Martin Moder und Florian Aigner („What the Fact“), Sophia und Tommy Krappweis, Holm Hümmler und Bernd Harder (WildMics-Ferngespräche).

## Kaiser-Maximilian-Preis 2023
2023 wurde der Kaiser-Maximilian-Preis unter dem Schwerpunkt jung-europäisch-verbunden ausgeschrieben. Aus den eingelangten Einreichungen wählte eine internationale Jury das Projekt "Green Steps" aus Portugal zum Gewinner. Das Projekt widmet sich unter anderem in sehr kreativer Weise der Problematik von Umweltverschmutzung durch Verpackungsmaterialien. Neben der feierlichen Preisverleihung am 15. November 2023 fand ein Workshop statt, bei welchem zwei Schulklassen die Möglichkeit geboten wurde, direkt mit dem Preisträger ein Upcycling-Kunstwerk zu erarbeiten. Abgerundet wurde die dreiteilige Veranstaltung am 16. November 2023 von der öffentlich zugänglichen Informationsveranstaltung "Europa (er)leben", im Verlauf derer auch die Gewinnerklassen des im Vorfeld durchgeführten Upcycling-Wettbewerbs "Lass Blumen blühen" ausgezeichnet wurden. Insgesamt wurden bei diesem Wettbewerb 68 Upcycling-Kunstwerke eingereicht. Rund 900 Tiroler Schüler und deren Lehrpersonen haben sich mit der Thematik auseinandergesetzt.    

## Preisträger
- 1998: Jordi Pujol
- 1999: Josef Hofmann
- 2000: Luc Van den Brande
- 2001: Josephine Farrington
- 2002: Erwin Teufel und Heinrich Hoffschulte
- 2003: Alain Chénard
- 2004: Elisabeth Gateau
- 2005: Jan Olbrycht
- 2006: nicht verliehen
- 2007: Michael Häupl und Graham Meadows
- 2008: Dora Bakoyannis
- 2009: Giovanni Di Stasi
- 2010: Halvdan Skard
- 2011: Danuta Hübner
- 2012: Keith Whitmore
- 2013: Karl-Heinz Lambertz[11]
- 2014: Herwig van Staa[12]
- 2015: Mercedes Bresso[13]
- 2016: Anders Knape[14]
- 2017: Nicola Sturgeon[15]
- 2019: Projekt Rückenwind – Solidarity with the forgotten corners[16][17]
- 2021: Initiative #EUROPAgegenCovid19 / #EUmythbusters (Nana Walzer, Daniel Gerer)[18][19]
- 2023: Initiative "Green Steps" (José Rodrigues)